# FC Tatabánya
Football Club Tatabánya (FC Tatabánya) – węgierski klub piłkarski z siedzibą w mieście Tatabánya.

## Historia

### Chronologia nazw
- 1910: Tatabányai Sport Club
- 1949: Tatabányai Tárna
- 1951: Tatabányai Bányász SK
- 1957: Tatabányai Bányász SC
- 1992: Tatabányai SC
- 1995: Tatabányai FC
- 1996: Lombard FC Tatabánya
- 2002: FC Tatabánya-Auto Trader - oddanie licencji do Lombard FC Haladás i przejęcie licencji Merland-Csepel-AT
- 2005: Csőszer FC Tatabánya-Auto Trader
- Football Club Tatabánya-Vértes Center
- 2009: Football Club Tatabánya
- 2010: Enternet-Football Club Tatabánya
- 2011: Duna Football Club Tatabánya
- 2013: Football Club Tatabánya

### Powstanie klubu
Zespół powstał 6 lutego 1910 r., założony przez górnika Ferenca Freia i Lajosa Szmuka, którzy zorganizowali zespół o nazwie Tatabányai Sport Club (w skrócie TSC). Od początku zespół miał niebiesko-białe barwy. 21 sierpnia 1910 r. TSC rozegrał swój pierwszy mecz. TSC szybko zaczęło odgrywać znaczącą rolę w swoim regionie. 
W 1926 r. nadeszło zawodowstwo, zespół nie był jednak w stanie z powodów finansowych przystąpić do rozgrywek na najwyższym szczeblu. Pozostał wśród klubów amatorskich. 

### Okres powojenny
Po wojnie nastały dobre lata dla górniczej jedenastki. Zespół przemianowano na Bányász (Górnik). W sezonie 1947/48 awansował do NBI, w której występował przez wiele lat. Na początku jednak nie od razu się w niej zadomowił na stałe. Po jednym sezonie spadł, w następnym roku znów wywalczył awans, jednak skrócony sezon jesienny 1950 okazał się spadkowy. Górnicy pozostawali na drugim froncie przez następne 6 lat. Po okresie stalinowskim, do głosu w piłce zaczęły dochodzić kluby z prowincji, z mocnym oparciem w dużych zakładach. W Tatabánya były nimi kopalnie. W 1956 r. zespół wzmocnił Gyula Grosics, bramkarz złotej jedenastki. Awansował z nim do ekstraklasy. W NBI klub radził sobie nieźle, stopniowo był coraz wyżej. W sezonie 1964 zakończył rozgrywki na trzecim miejscu, a na igrzyska olimpijskie do Tokio pojechali reprezentować Węgry dwaj zawodnicy Bányásza - Tibor Csernai i József Gelei, późniejsi złoci medaliści olimpijscy. 
W latach 1973 i 1974 zespół wygrywał mało znaczący już Puchar Mitropa. 
Lata 80. przyniosły drużynie sukcesy na arenie krajowej. Zespół wywalczył wicemistrzostwa w sezonach 1980/81 i 1987/88 mając w składzie kilku znanych zawodników z Vincze i Kiprichem na czele. 

### Ostatnie lata
Zmiana ustroju, odejście od przemysłu ciężkiego osłabiło pozycję Bányásza. W sezonie 1991/92 górnicza jedenastka zaznała spadku po raz pierwszy od 1956 r. Zmieniono nazwę na FC Tatabánya. Przez jakiś czas zespół nazywał się Auto-Trader, gdyż po 2002 r. zbankrutowany klub od nowa postanowiła zbudować właśnie firma zajmująca się handlem samochodami. 
W ostatnich latach zespół był w fatalnej kondycji finansowej, aby grać w NB I sprzedawał przed sezonami wszystkich zawodników i grał juniorami, co miało odzwierciedlenie w tabeli. 

## Osiągnięcia
- Wicemistrzostwo Węgier (2 razy): 1980/1981, 1987/1988
- III miejsce Mistrzostw Węgier (4 razy): 1964, 1966, 1981/1982, 1986/1987
- Finał Pucharu Węgier (3 razy): 1972, 1985, 1999

## Europejskie puchary
Legenda do wszystkich tabel:
- Q – runda eliminacyjna, 1/16, 1/8, 1/4, 1/2 – odpowiednia faza rozgrywek, Grupa – runda grupowa, 1r gr – pierwsza runda grupowa, 2r gr – druga runda grupowa, F – finał, R – runda, PO – play-off
- k. – rzuty karne, los. – losowanie, Dogr. – dogrywka, w. – zasada bramek strzelonych na wyjeździe

| Sezon   | Rozgrywki                 | Runda | Klub             | Dom | Wyjazd | Ogólnie |
| ------- | ------------------------- | ----- | ---------------- | --- | ------ | ------- |
| 1981/82 | Puchar UEFA               | 1R    | Real Madryt      | 2–1 | 0–1    | 2–2, w. |
| 1982/83 | Puchar UEFA               | 1R    | AS Saint-Étienne | 0–0 | 1–4    | 1–4     |
| 1985/86 | Puchar Zdobywców Pucharów | 1R    | Rapid Wiedeń     | 1–1 | 0–5    | 1–6     |
| 1987/88 | Puchar UEFA               | 1R    | Vitória SC       | 1–1 | 0–1    | 1–2     |
| 1988/89 | Puchar UEFA               | 1R    | VfB Stuttgart    | 2–1 | 0–2    | 2–3     |
| 2000    | Puchar Intertoto          | 1R    | HB Tórshavn      | 3–0 | 4–0    | 7–0     |
| 2000    | Puchar Intertoto          | 2R    | Cibalia Vinkovci | 3–2 | 0–0    | 3–2     |
| 2000    | Puchar Intertoto          | 3R    | Zenit Petersburg | 1–2 | 1–2    | 2–4     |
| 2001    | Puchar Intertoto          | 1R    | Szirak Giumri    | 2–3 | 3–1    | 5–4     |
| 2001    | Puchar Intertoto          | 2R    | Tiligul Tyraspol | 4–1 | 1–1    | 5–2     |
| 2001    | Puchar Intertoto          | 3R    | Brescia Calcio   | 1–1 | 1–2    | 2–3     |